# Achelia brevicauda
Achelia brevicauda is een zeespin uit de familie Ammotheidae. De soort behoort tot het geslacht Achelia. Achelia brevicauda werd in 1904 voor het eerst wetenschappelijk beschreven door Loman. 